# Salcedo, Veneto
Salcedo är en ort och kommun i provinsen Vicenza i regionen Veneto i Italien. Kommunen hade 1 034 invånare (2018).